# Szekeres Adrien
Szekeres Adrien (Eger, 1973. október 6. –) Artisjus-díjas magyar énekesnő, dalszerző.

## Életpályája
Számos szavaló- és énekverseny győzteseként felvételt nyert az ország egyetlen irodalmi-drámai tagozatos gimnáziumába, a szentesi Horváth Mihály Gimnáziumba. 1991-ben a gimnáziumot képviselve részt vett az Erkel Diák Ünnepeken. Magánének kategóriában 1. helyezett lett és neki ítélték a fesztivál nívódíját, valamint egy különdíjat is. Az érettségi vizsgái után 1992-ben elhagyta Szentest.
1992 őszén Budapesten Sík Olga növendéke lett. Az ezt követő néhány évben számos énekversenyen és fesztiválon mérettette meg magát, amelyeken jelentős sikereket ért el. Egy ilyen alkalommal fedezte fel Bényei Tamás, a Hot Jazz Band vezetője, aki 1995-ben meghívta állandó vendégnek zenekarába. 1996-ban a Magyar Rádió Zenei Osztálya eMeRTon-díjjal jutalmazta.
1996-ban még a Tax Free énekesnőjeként is debütált. 2011-ben A Nagy Duett első évadban 2022-ben a Sztárban sztár Nyolcadik évadában versenyzőként vett részt, ahol a harmadik helyen végzett.

## Zenei karrier

### Unisex
1997 elején egy jazz-zenészekből álló zenekarral funky zenét játszott. Ilyen alkalommal ismerkedett meg Erdélyi Lászlóval, az Unisex együttes frontemberével. Megismerkedésük után hamar munkába kezdtek és az első közösen elkészített felvétel után a Sony Music szerződést ajánlott egy nagylemezre.
1997 júliusában jelent meg az Unisex első albuma Szekeres Adriennel Szebb holnap címmel. A lemezről 5 dalt tűztek műsorukra a különböző rádióállomások (Szebb holnap, Mindenre készen, Száguldj velem, Úgy szeress, Itt a nyár újra). Három dalhoz forgattak videóklipet.
Adriennt még ebben az évben a közönség szavazatai alapján Az év énekesnője díjjal jutalmazták. A formáció 1999-ben készítette el második albumát, a Csoda az élet címűt Kiss Gábor (Adrien férje) irányításával, segítségével. Az albumról 4 dal szerepelt a slágerlistákon (Hív a nagyvilág, Játssz velem, Csoda az élet, Jön 2000). Minden dalhoz készült videóklip.
1999-ben az együttes fellépett a budapesti Felvonulási téren rendezett Kapcsolat koncerten 200 ezer ember előtt. 2000 nyarán még egyszer felléptek a Kapcsolat koncerten és a Budai Parkszínpadon önálló esttel szórakoztatták a rajongóikat. 2000-ben Adrien úgy döntött, hogy nem folytatja a közös munkát Erdélyi Lászlóval.

### Szólókarrier
2001-ben kiadót váltott és még ebben az évben jelent meg első szólóalbuma Futok a szívem után címmel, már a Tom-Tom Records-szal. A kiadóval három dalt adtak ki kislemezen a rádiók számára (Futok a szívem után, Túl késő, Forróbb a nyárnál). Az albumról a " Futok a szívem után " dalhoz és a " Túl késő " dalhoz készült videóklip. A Futok a szívem után albumon megtalálható Szekeres Adrien és Csík Sándor duettje, a Nem tévedés című dal. Adrien abban az időben a vezetéknevét nem nagyon használta. 2000-ben kilépett az Unisexből és megjelent lemeze az Unisexből való menekülésre is utalt. Adrien szólólemezét és a régi Unisex-dalokat is bemutatta a koncertjein, fellépésein. 2002-ben a Pepsi Sziget fesztiválon is fellépett a Siemens Mobil Pop Színpadán. A lemez Adrien zeneiségének lírai oldalát hangsúlyozza. Az album nem ért el áttörő sikert, ezért a zenei pályáját szüneteltette egy ideig és a családi életet választotta.
Férje, Kiss Gábor és szövegírótársa, Simon Attila megírta Adriennek a Híd a folyót című dalt, melyhez partnerként Dobrády Ákost kérték fel. A dal és a hozzá készült videóklip 2004 márciusában debütált a slágerlisták élén. Adrien és Ákos megnyerte a második helyezettnek járó Jakab Líra díjat. Adrien szólókarrierje 2004-ben indult el. Adrien ezenkívül Arany Európa Művész díj nyertese az előadó művészeti kategóriában. 2005 őszén (2005. szeptember 21-én) jelent meg második albuma Olthatatlanul címmel a Private Moon Records / EMI Music Hungary gondozásában. Adrien 12 vadonatúj dalt énekel albumán, valamint a Híd a folyót című slágert Dobrády Ákossal a T.N.T-ből. A művésznő mint szövegíró is megmutatkozik. Az albumon többféle stílusú dal is fellelhető, található rajta középtempójú rockzene, lírai dalok és big-bang-es dalok is.
Az album első kislemeze az Engedd hát című dal lett, melynek zenéjét Kiss Gábor, szövegét pedig ő maga írta. Az Olthatatlanul albumon szereplő Híd a folyót sláger megtalálható rajta és felkerült erre az albumra Adrien egyik kedvenc dala, az Indulnék is amiről videóklip készült. Mivel Olthatatlanul lemeze reklám hiányában ismét nem lett közismert így nem lett sikere, ezért Adrien úgy döntött, hogy lemezbemutatót tart. Az esemény 2006-ban a Thália színházban lett megrendezve ami egyben visszatérő koncertet is volt, saját zenekarával (Fool Moon) és 20-tagú szimfonikus zenekarral kiegészülve.
Adrien még ebben az évben december 10-én ismét a Thália Színház színpadára lépett a májusihoz hasonlóan nagyzenekari kísérettel. Az Adventi Thália színházas koncertjén hagyományos és új karácsonyi dalokat énekelt, illetve a Futok a szívem után és az Olthatatlanul nagylemezek dalait. A koncerten sztárvendégek is felléptek, mint pl. Dobrády Ákos, Gáspár Laci, illetve koncerten a májusihoz hasonlóan a Fool Moon nagyzenekar kísért.
2007 tavaszán a Magneoton kiadóval kötött lemezszerződést, és 2007. október 19-én megjelent harmadik albuma, az Olyan, mint Te, amely négy hét alatt aranylemez lett.[forrás?] Az album 2008 nyarán érte el a platinalemez minősítést.[forrás?] Az album első kislemeze, a címadó dal lett Adrien eddigi legjobb száma. 2007 egyik legsikeresebb magyar dala lett a rádiókban. Az Olyan, mint Te lemezen megtalálható a Piszkos tánc, továbbá a Thália színházban megtartott koncertről két dal került fel erre a lemezre. Az első dal egy feldolgozás, a Játssz még és a második dal a Kikötők duett Gáspár Lacival. A lemezről az Olyan, mint Te és a Piszkos tánc című dalokhoz készült videóklip. Az Olyan, mint Te dalhoz egy különleges és meghökkentő klip készül. A Piszkos tánc klipje a börtönben játszódik.
2007. november 18-án nagyszabású telt házas Olyan, mint Te lemezbemutató koncertet adott a Papp László Budapest Sportarénában 4000 ember előtt. A koncerten felléptek sztárvendégek is.
2008 elején benevezett az Eurovíziós Dalfesztivál magyarországi nemzeti döntőjére Piszkos tánc című dalával az Olyan, mint Te albumról, ahol a szakmai zsűri döntése alapján az első helyen végzett, habár a szakmai zsűri és a közönség szavazatai alapján Csézy képviselhette Magyarországot a belgrádi versenyen. 2008. november 17-én kiadta ismét a Magneoton kiadónál A Szeretet ünnepén című karácsonyi albumot, amely többek között tradicionális, régi karácsonyi dalokat tartalmaz és természetesen saját, új dalokat is. A tradicionális dalokhoz tartozik pl.: Csendes éj, Mennyből az angyal, Kiskarácsony, Száncsengő, Ave Maria. Az új dalokhoz tartozik pl.: A Szeretet ünnepén (amelynek dalszövegét Adrien írta, és zenéjét férje szerezte), Angyalok szárnyán, Elhinném (Olyan, mint Te című albumon is megtalálható), Ma a föld ünnepel, Száncsengő csilingel, Szeretlek igazán. Az albumot az adventi turné alatt mutatta be.
2008 tavaszán Som Krisztiánnal együtt felkérték a Gát György és Uzsák János rendezésével készült Kis Vuk című animációs film főcímdalának eléneklésére. 2008-ban elindította adventi turnéját. A koncerteket különböző templomokban tartották.
2009-ben megjelent negyedik, Csak játék című albuma, melyen duettet énekelt Takács Nikolasszal, Köszönet mindenért címmel. Ebben az évben is folytatta adventi turnéját, amelyen minden koncerten vendége volt Takács Nikolas. Az albumról az Ölelj át című dalhoz készült videóklip. A lemezen vannak rockosabb hangvételű dalok is, mint például: Mi kell a nőnek ?, Szív szava. 2009-ben ismét folytatta adventi turnéját.
2010. november 12-én megjelent első DVD-je és egyben ötödik albuma Adventi koncert címmel. A felvétel 2009-ben a Rózsafüzér Királynéja-templomban készült. A DVD elérte az aranylemez minősítést.[forrás?]
2010-ben is folytatta adventi turnéját. A Csak játék lemezről az Érzés a semmiből című dallal rukkolt elő, amely egy lírai dal. A lemezből sok példány fogyott el és közel van az aranylemez minősítéshez.[forrás?] Adrien régi dalait is felvették a rádiók az Olyan, mint Te című dal sikere óta.
2011-ben ismét 70 tagú nagyzenekari kísérettel nagy koncertet tartott Budapesten a Művészetek palotájában és ebben az évben ezt a koncertet bemutatta még Debrecenben és Nyíregyházán, illetve Kaposváron. Még ebben az évben Wolf Katival, Roy-jal, Pély Barnával énekelt fel egy karácsonyi dalt Karácsonyi álom címmel. A dalhoz videóklip is készült.
2012-ben a Kodály Filharmonikusokkal, a Fool Moon zenekarral tartott nagyszabású Ünnepi nagy koncertet a Budapest Sportarénában december 26-án. A koncerten elhangzottak Adrien legnépszerűbb, legismertebb dalai és nem maradtak ki az ünnepi dalok és illetve az operaáriák sem. A koncert sztárvendége Miklósa Erika volt. A koncertet bemutatta Győrben is júliusban. 2013-ban kiadta az mTon gondozásában a Karácsonyi nagy koncertjét az Arénában DVD-n.
2013. szeptember 6-án pedig nagyszabású Négy évszak koncertet tartott a Thália színházban. A show-ban közreműködött az April project.
2015-ben új dallal jelentkezett az énekesnő Örök láng címmel. A videóklipben a kislánya is szerepelt. Ebben az évben is nagy koncertet adott a Papp László Budapest Arénában "Ajándék" címmel.
2016-ban pedig kiadta az mTon gondozásában a hatodik stúdiólemezét Megállók címmel, amelyen a pop dalok mellett klasszikus opera dalok is találhatóak. A lemezen duettet énekel Balczó Péterrel, ezzel is bizonyítva, hogy adottságainak, tehetségének köszönhetően árnyaltan és sokszínűen tud énekelni.
2018-ban adta ki a 20. Èv ünnep Koncert az Erkel Színházban c. koncertfilmet, ugyanis 2017-ben az Erkel Színházban tartotta meg ünnepi koncertjét mivel ekkor már Szekeres Adrien, 20 éve volt a pályán.

## Magánélet
1998-ban házasságot kötött Kiss Gábor zeneszerzővel és kapcsolatukból két kislány született. 2003-ban Kiss Csillag Jázmin és 2005-ben Kiss Emília Gréta.

## Diszkográfia

### Unisex
Albumok
- 1997 – Szebb holnap
- 1999 – Csoda az élet

### Szólóban
Albumok
| Év   | Album                                                | Legmagasabb helyezés                   | Minősítés      |
| Év   | Album                                                | MAHASZ Top 40 album- és válogatáslemez | Minősítés      |
| ---- | ---------------------------------------------------- | -------------------------------------- | -------------- |
| 2001 | Futok a szívem után - 1. stúdióalbum                 | -                                      |                |
| 2005 | Olthatatlanul - 2. stúdióalbum                       | -                                      |                |
| 2007 | Olyan, mint Te - 3. stúdióalbum                      | 1                                      | - Platinalemez |
| 2008 | A szeretet ünnepén - 4. stúdióalbum                  | 13                                     |                |
| 2009 | Csak játék - 5. stúdióalbum                          | 5                                      |                |
| 2010 | Adventi koncert - 1. koncertalbum                    | 2                                      |                |
| 2011 | Megállók - 6. stúdióalbum                            | 4                                      |                |
| 2013 | Karácsonyi Szimfonikus Nagykoncert - 2. koncertalbum | 2                                      |                |

2018
Koncert az Erkel Színházban 20. Èv ünnep
- 3. koncertalbum

Kislemezek
- 2000 – Futok a szívem után
- 2001 – Túl késő
- 2002 – Forróbb a nyárnál
- 2004 – Híd a folyót (duett Dobrády Ákossal)
- 2005 – Engedd hát...
- 2006 – Kikötők (duett Gáspár Lacival)
- 2007 – Olyan, mint Te
- 2008 – Piszkos tánc
- 2009 – Ölelj át
- 2010 – Mi kell a nőnek?
- 2011 – Érzés a semmiből
- 2016 – Így szerettek ők...

Videóklipek
- Szebb holnap – 1997
- újra itt a nyár – 1998
- Csoda az élet – 1999
- Jön 2000 – 1999
- Hív a nagyvirág – 2000
- Futok a szívem után – 2001
- Túl késő – 2002
- Engedd hát – 2005
- Indulnék – 2006
- Olyan, mint Te – 2007
- Piszkos tánc – 2008
- Ölelj át – 2009
- Mi Kell A Nőnek – 2010
- Szív szava – 2011
- Szívből andni – 2011
- Mindenki valakié – 2013
- Könnyű Álmot Hozzon Az Éj – 2014
- Örök láng – 2015

Vendégszereplések
- Híd a folyót feat. Dobrády Ákos – 2004
- Kikötők feat. Gáspár László – 2006
- Köszönet Mindenért Takács Nikolas – 2011
- nyújtsd a két kezedet – 2012

Slágerlistás dalok
| Év                  | Dal                                      | Legmagasabb helyezés | Legmagasabb helyezés   | Legmagasabb helyezés | Legmagasabb helyezés | Legmagasabb helyezés         | Legmagasabb helyezés | Album                                                                |
| Év                  | Dal                                      | VIVA Chart           | Mahasz Editors’ Choice | Mahasz Rádiós Top 40 | Mahasz Dance Top 40  | MAHASZ Single (track) Top 10 | EURO 200             | Album                                                                |
| ------------------- | ---------------------------------------- | -------------------- | ---------------------- | -------------------- | -------------------- | ---------------------------- | -------------------- | -------------------------------------------------------------------- |
| 2001                | Túl késő                                 |                      |                        |                      |                      | 7                            |                      | Szekeres Adrien – Futok a szívem után                                |
| 2001                | Éjjel néha félek                         |                      |                        |                      |                      | 5                            |                      | Szekeres Adrien – Futok a szívem után                                |
| 2004                | Híd a folyót feat. Dobrády Ákos / TNT    | 1                    | 2                      | 2                    |                      | 1                            | 154                  | TNT – Egyetlen szó, Szekeres Adrien – Olthatatlanul                  |
| 2006                | Kikötők feat. Gáspár László              | ?                    | 5                      | 6                    |                      |                              |                      | Szekeres Adrien – Olyan, mint Te Gáspár Laci – És mégis forog a föld |
| 2007                | Olyan, mint Te                           | 23                   | 6                      | 3                    |                      | 4                            | 151                  | Szekeres Adrien – Olyan, mint Te                                     |
| 2008                | Piszkos tánc                             | 29                   |                        |                      |                      |                              |                      | Szekeres Adrien – Olyan, mint Te                                     |
| Vendégszereplések   |                                          |                      |                        |                      |                      |                              |                      |                                                                      |
| Év                  | Kislemez                                 | Legmagasabb helyezés | Legmagasabb helyezés   | Legmagasabb helyezés | Legmagasabb helyezés | Legmagasabb helyezés         | Legmagasabb helyezés | Album                                                                |
| Év                  | Kislemez                                 | VIVA Chart           | Mahasz Editors’ Choice | Mahasz Rádiós Top 40 | Mahasz Dance Top 40  | MAHASZ Single (track) Top 10 | EURO 200             | Album                                                                |
| 2004                | Híd a folyót (TNT feat. Szekeres Adrien) | 1                    | 2                      | 2                    |                      | 1                            | 154                  | TNT: Best of, Egyetlen szó és Olthatatlanul                          |
|                     |                                          | Összesítés           |                        |                      |                      |                              |                      |                                                                      |
| 1. helyezett számok | 1. helyezett számok                      | 1                    |                        |                      |                      | 1                            |                      |                                                                      |
| Top 10-be került    | Top 10-be került                         | 1                    | 3                      | 3                    |                      | 4                            |                      |                                                                      |
| Top 40-be bekerült  | Top 40-be bekerült                       | 3                    | 3                      | 3                    |                      | 4                            |                      |                                                                      |

## Elismerések és díjak
- eMeRTon-díj – Az év énekesnője (1996)
- Jakab Líra díj II. helyezettjének járó elismerés (2005)
- Arany Európa Művész díj (2005)
- Artisjus-díj (2010)